# هریت (تگزاس)
هریت، تگزاس(به انگلیسی: Harriett, Texas) شهری در ایالت تگزاس از ایالات جنوبی ایالات متحده آمریکا است.

## جستارهای ویژه
- فهرست شهرهای تگزاس